# Astrophyton muricatum
Gorgonocéphale géant
Espèce
Le Gorgonocéphale géant (Astrophyton muricatum) est une espèce d'ophiure de la famille des Gorgonocephalidae.

## Description
C'est une grosse ophiure gorgonocéphale, qui peut atteindre 1 m d'envergure (8 cm pour le disque central). Elle possède cinq bras tout de suite divisés en 4 branches, dont deux restent épaisses et peu ramifiées et servent aux déplacements et à l'amarrage aux supports. Les autres embranchements sont très longs et portent de chaque côté des ramifications en fractales jusqu'à devenir très fins et couvrir une surface la plus importante possible en une sorte de filet à plancton. Les ramifications partent alternativement d'un côté et de l'autre du tronc central des bras.
La couleur est très variable, et peut aller de la crème au brun foncé en passant par diverses nuances de jaune et de beige.
C'est un animal nocturne : il reste en boule la journée, et ne déploie son filet qu'à la tombée de la nuit.

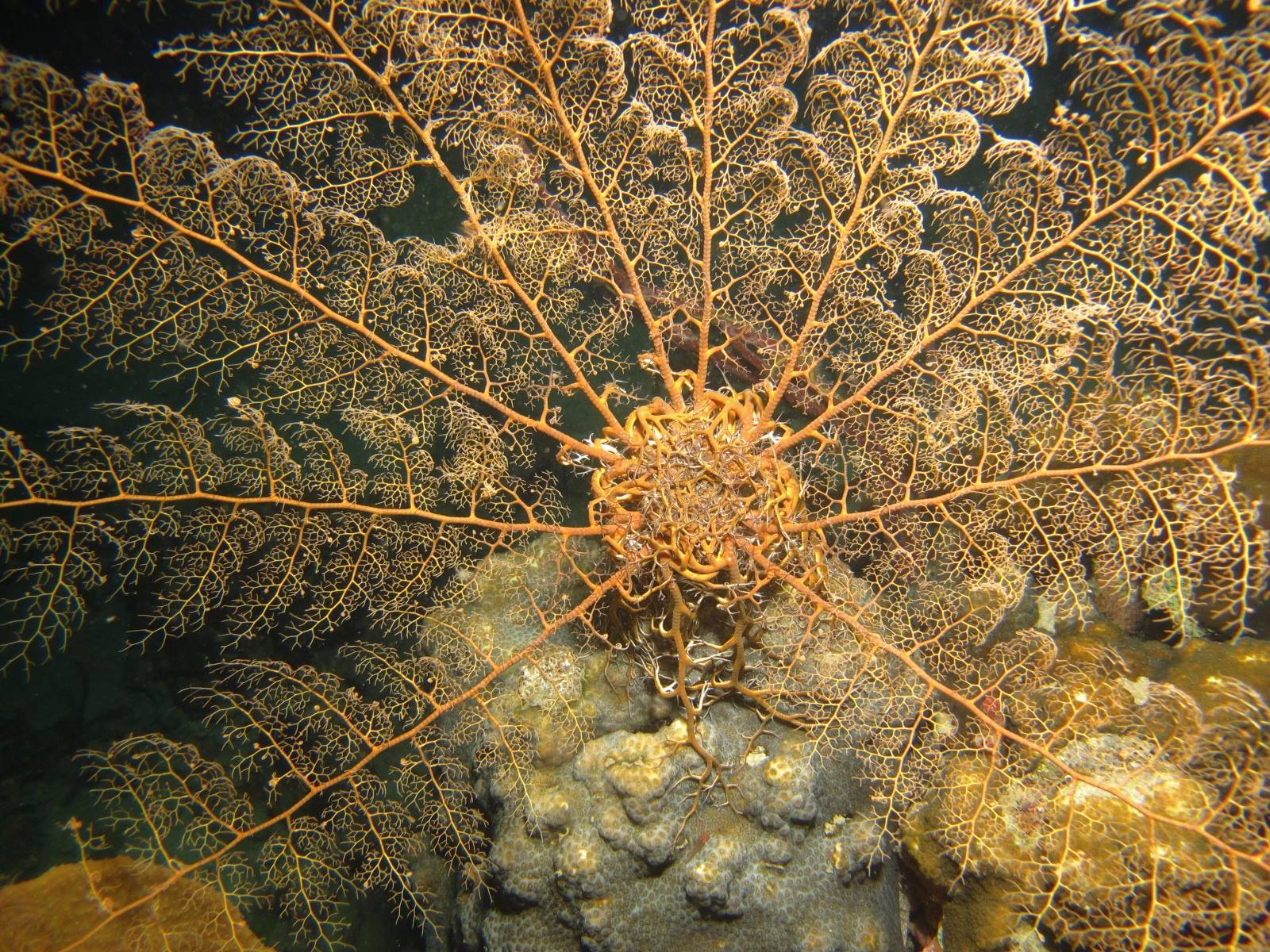
Spécimen déployé
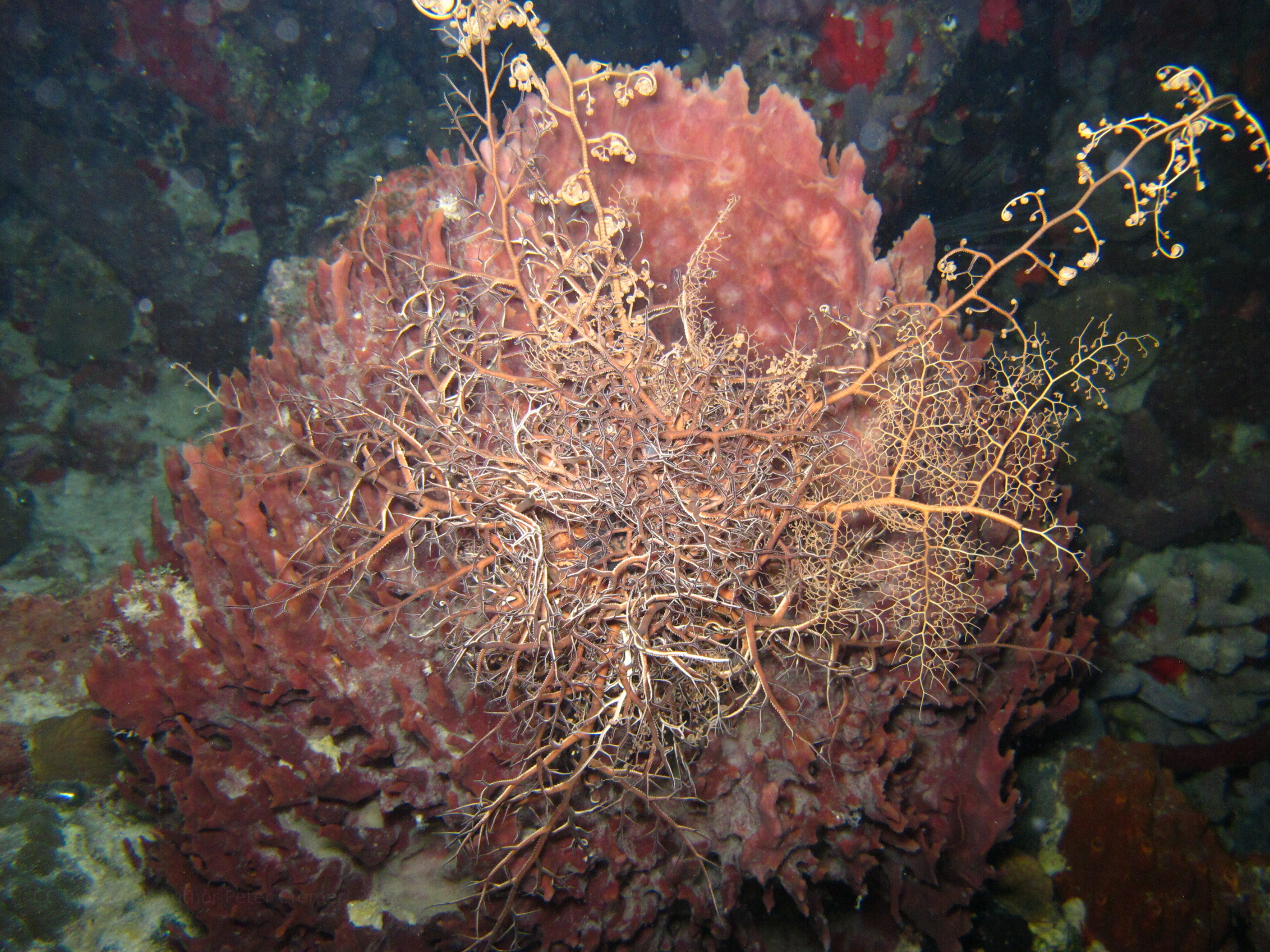
Spécimen partiellement déployé
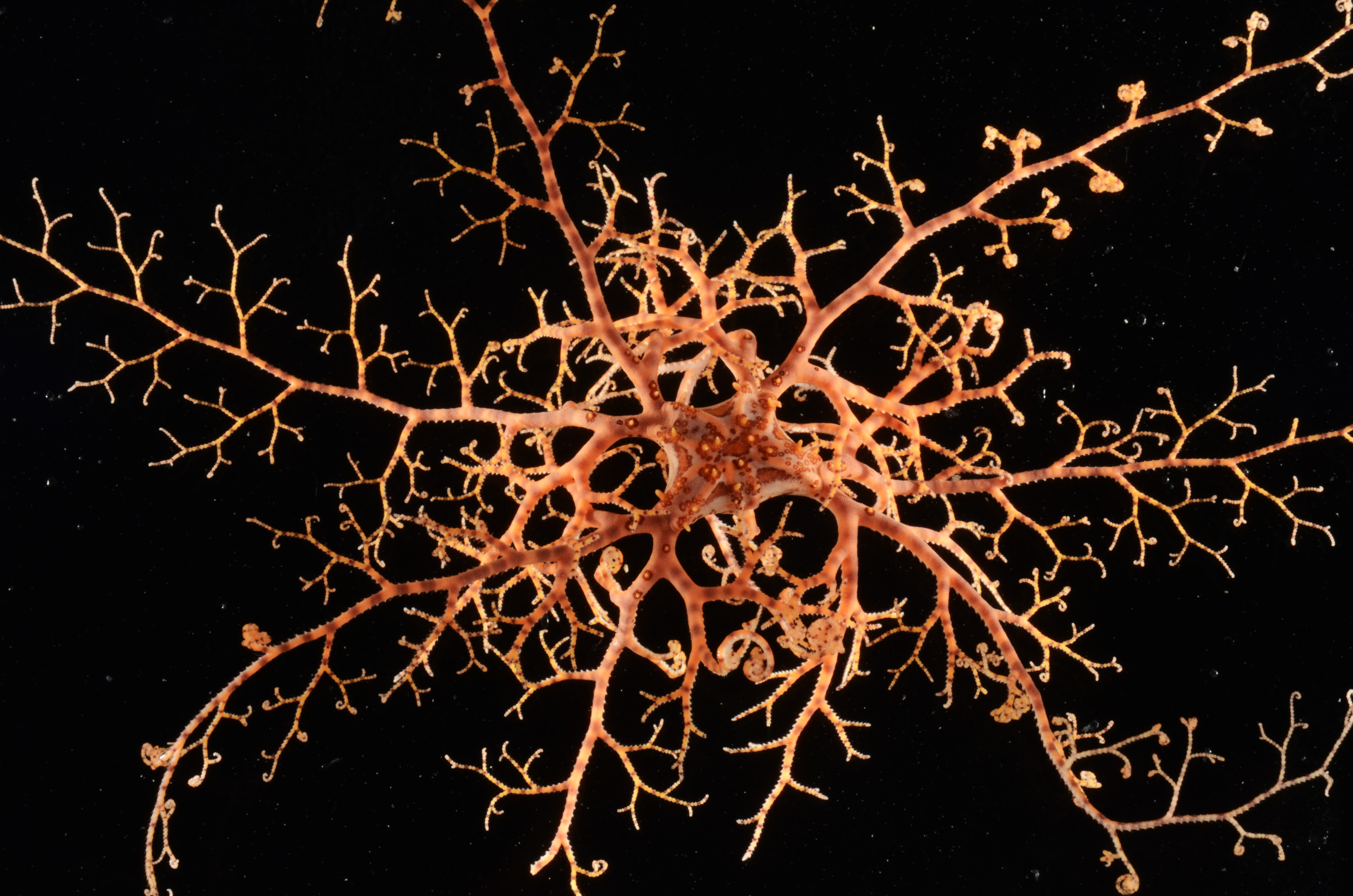
Bras étendus (petit spécimen)
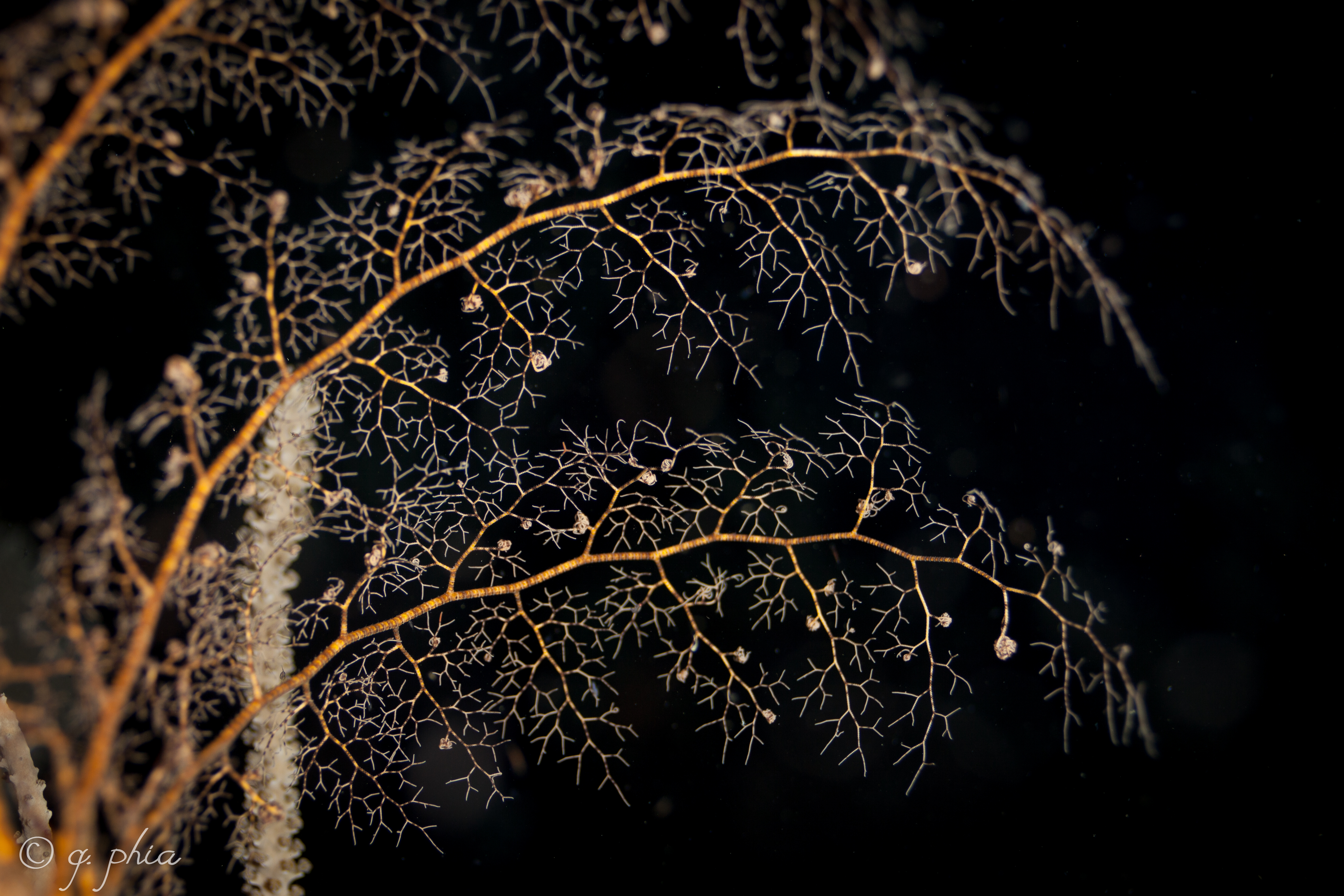
Détail d'un bras
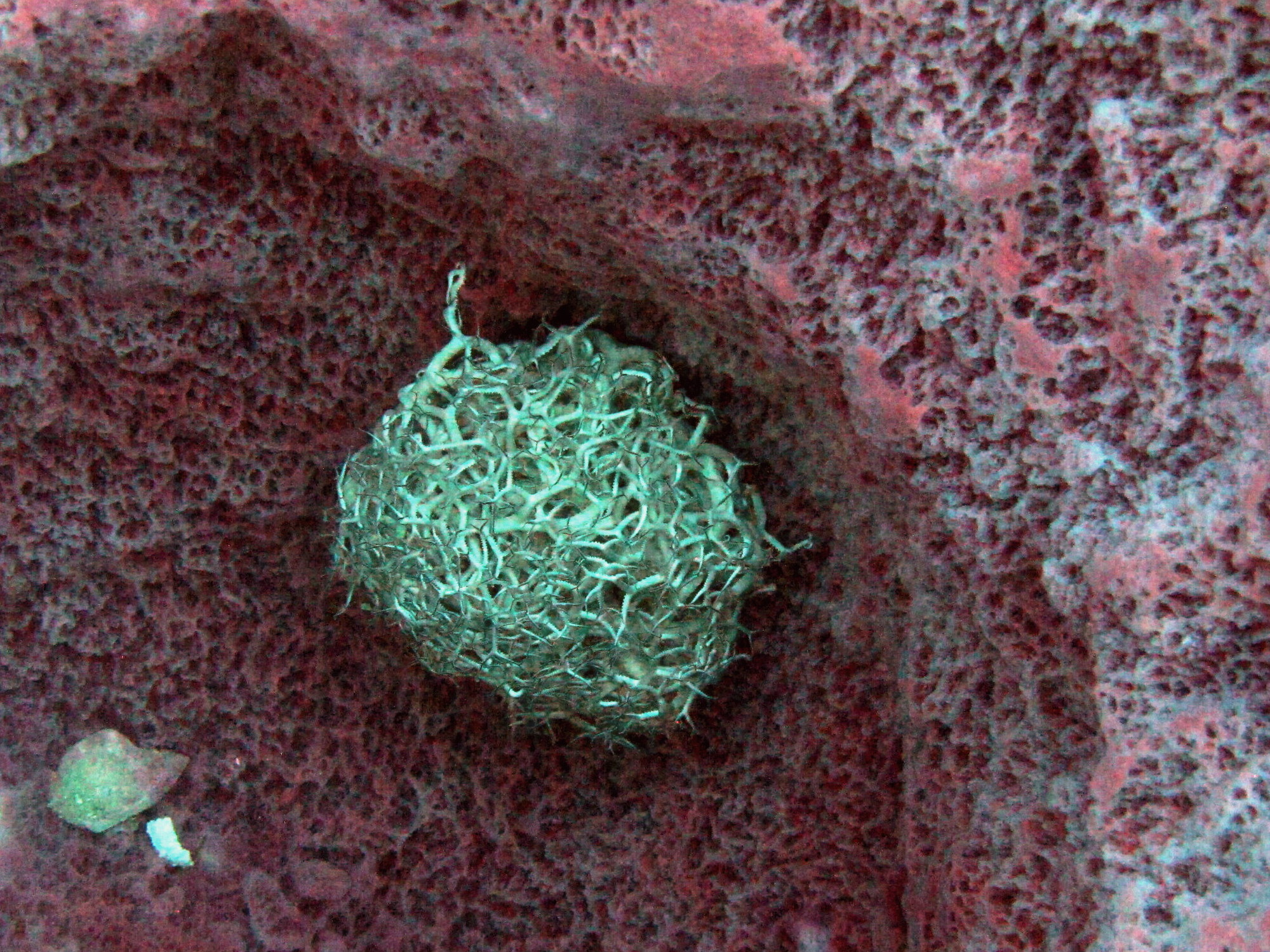
Spécimen replié en boule pendant la journée.

## Habitat et répartition

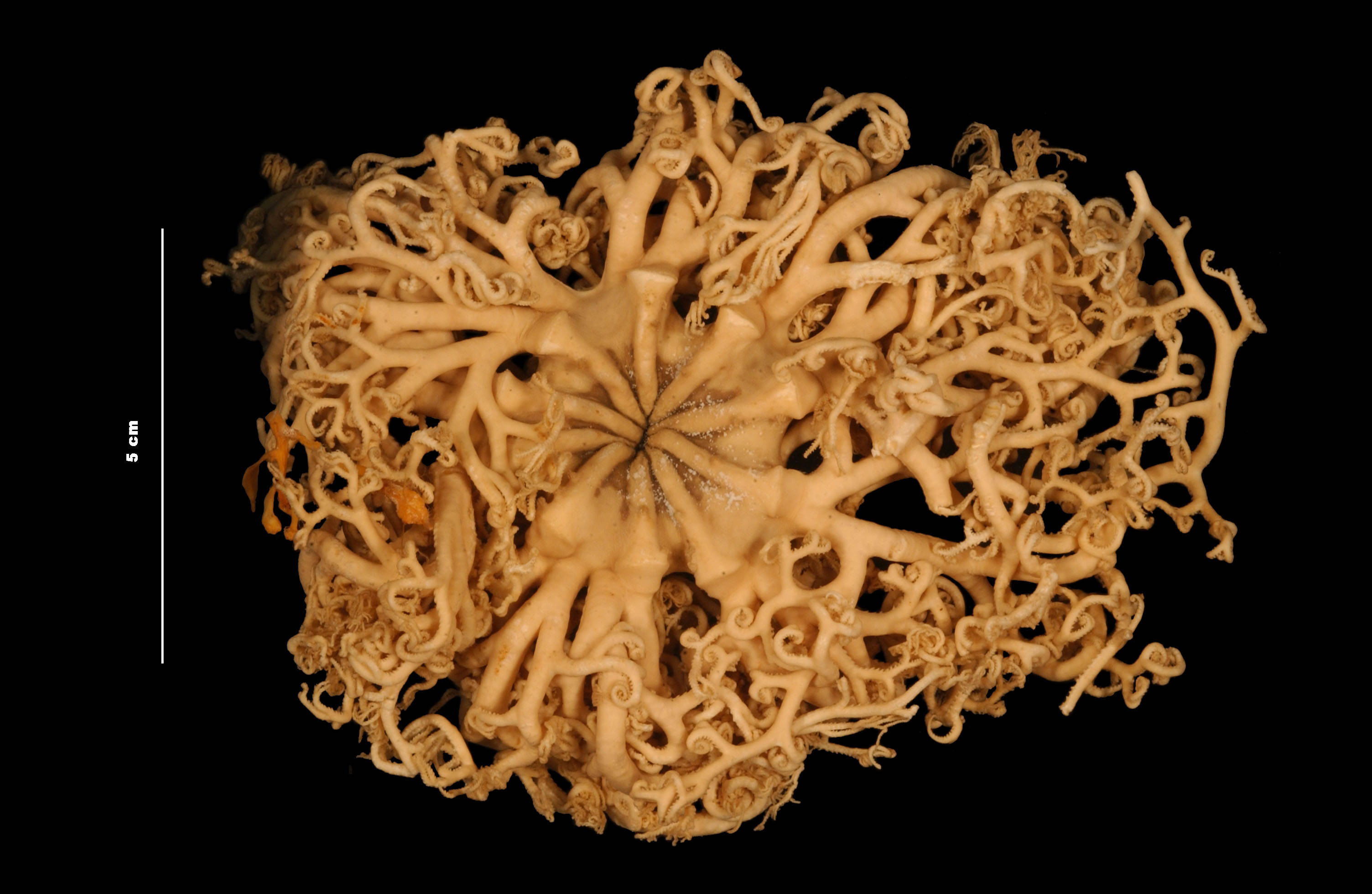
Spécimen naturalisé.

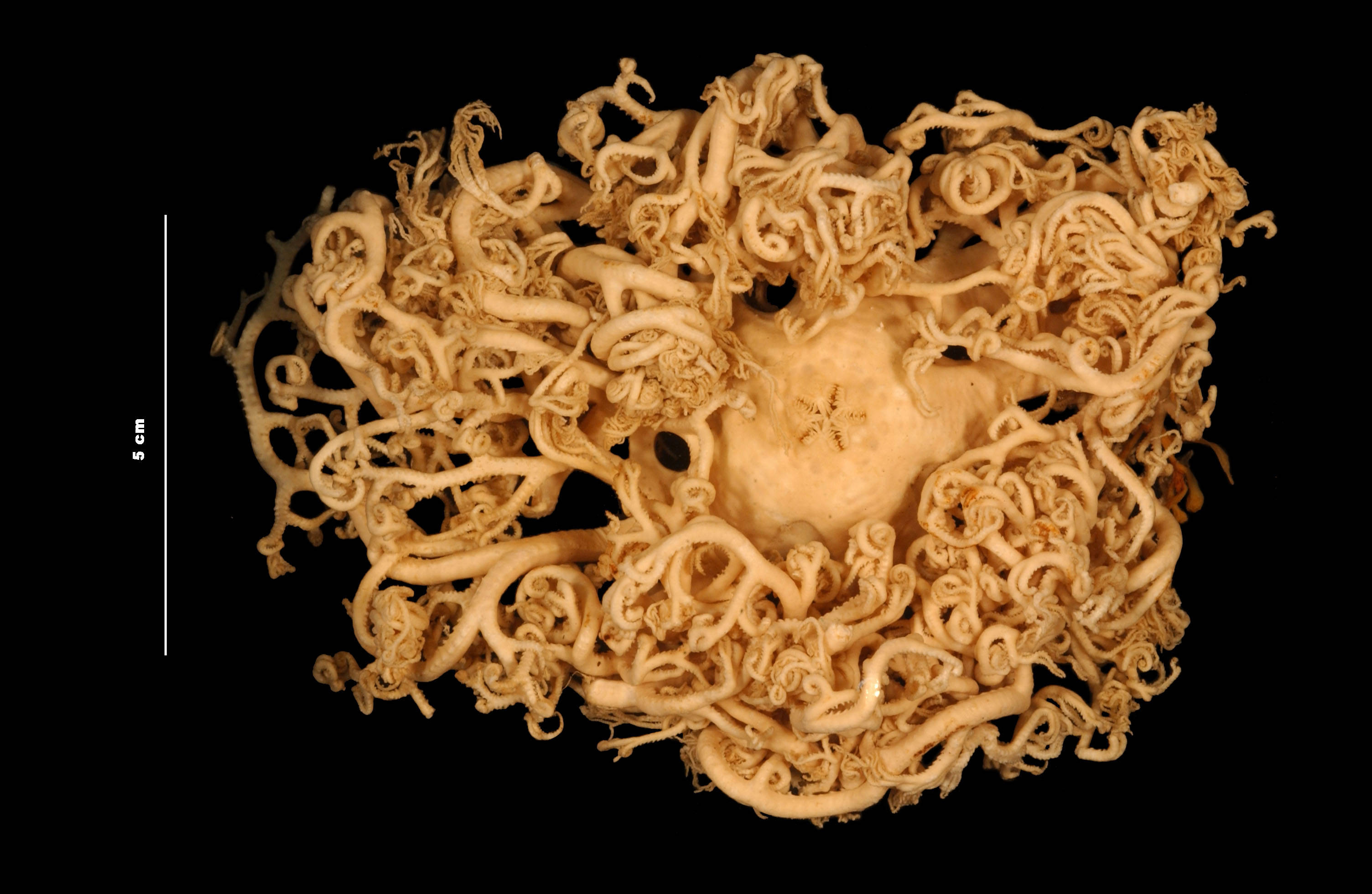
Idem, face orale : on voit la bouche au centre.

Cette ophiure vit dans la région Caraïbe, de la Floride au Brésil. C'est une espèce courante en Martinique.
On la rencontre entre 6 et 30 m de profondeur, cachée pendant la journée et au sommet d'un monticule (roche, corail, éponge...) pendant la nuit, face au courant.

## Écologie et comportement
La reproduction est gonochorique, et mâles et femelles relâchent leurs gamètes en même temps grâce à un signal phéromonal, en pleine eau, où œufs puis larves (appelées ophiopluteus) vont évoluer parmi le plancton pendant quelques semaines avant de rejoindre le sol.
La crevette Periclimenes perryae semble vivre en symbiose avec cette ophiure.
Ces ophiures sont sensibles à la lumière et au contact, et se replieront donc rapidement en présence de plongeurs nocturnes.
On sait peu de choses sur les prédateurs potentiels de cet animal nocturne et coriace, ainsi que sur leur espérance de vie (qui dépasserait sans doute les 10 ans).